# Salvador Mercadé i Guivernau
Salvador Mercadé i Guivernau (Roda de Berà, 1 de desembre de 1919) fou un atleta i jugador d'handbol català especialitzat en proves de velocitat i tanques.
Pel que fa a clubs, va pertànyer al FC Barcelona. Durant la dècada de 1940 guanyà 21 campionats de Catalunya en 100 m, 200 m, 400 m, 400 m tanques, 4 × 100 m i 4 × 400 m. A més fou cinc cops campió d'Espanya en 200 m, 400 m i 400 m tanques. Va superar els rècords de Catalunya de 200 m (1941) i de 400 metres tanques (1943).
Amb altres atletes del club va ser membre fundador de la secció d'handbol del Futbol Club Barcelona, on va jugar un total de 15 temporades, de l'any 1943 al 1959, tant en la modalitat d'handbol a 11 com d'handbol a 7. Va ser capità de l'equip des de la temporada 1951/52 fins a la 1953-54. Posteriorment, va ser delegat d'handbol del Barça durant molts més anys, acompanyant i ajudant tant els equips juvenils com el primer i el segon equip. Va ser un home de club i representa valors com la humilitat, l'esforç, el treball en equip i el suport desinteressat en diferents tasques relacionades amb el Barça.

## Palmarès

### Atletisme
Campió de Catalunya
- 100 metres llisos: 1940
- 200 metres llisos: 1941, 1942, 1945
- 400 metres llisos: 1950
- 400 metres tanques: 1943, 1944, 1945, 1946
- 4 × 100 metres llisos: 1941, 1942, 1943, 1949
- 4 × 400 metres llisos: 1940 ,1941, 1942, 1943, 1944, 1945, 1948, 1949

Campió d'Espanya
- 200 m: 1940
- 400 m: 1940
- 400 m tanques: 1944, 1945, 1946

### Handbol
- 10 campionats de Catalunya (1943/44 ,44/45, 45/46, 46/47, 48/49, 50/51, 53/54, 54/55, 56/57 i 57/58).
- 6 campionats d'Espanya (1944/45, 45/46, 46/47, 48/49, 50/51 i 56/57).
- 4 trofeus President (1945/46, 48/49, 50/51 i 52/53).
- 1 trofeu Federació Catalana (1949/50).
- 1 trofeu Federació Espanyola (1949/50).